# Lijst van voetbalinterlands Bolivia - Haïti
Deze lijst van voetbalinterlands is een overzicht van alle officiële voetbalwedstrijden tussen de nationale teams van Bolivia en Haïti. De landen speelden tot op heden drie keer tegen elkaar. De eerste ontmoeting, een vriendschappelijke wedstrijd, werd gespeeld in La Paz op 5 maart 2000. Het laatste duel, eveneens een vriendschappelijke wedstrijd, vond plaats op 16 oktober 2019 in Santa Cruz de la Sierra.

## Wedstrijden
| № | Plaats                  | Datum           | Competitie        | Wedstrijd       | Uitslag |
| - | ----------------------- | --------------- | ----------------- | --------------- | ------- |
| 1 | La Paz                  | 5 maart 2000    | Vriendschappelijk | Bolivia – Haïti | 9 – 2   |
| 2 | Santa Cruz de la Sierra | 6 februari 2013 | Vriendschappelijk | Bolivia – Haïti | 2 – 1   |
| 3 | Santa Cruz de la Sierra | 16 oktober 2019 | Vriendschappelijk | Bolivia − Haïti | 3 − 1   |

## Samenvatting
| Competitie        | Totaal gespeeld | Winst Bolivia | Gelijk | Winst Haïti | Doelsaldo Bolivia – Haïti |
| ----------------- | --------------- | ------------- | ------ | ----------- | ------------------------- |
| Vriendschappelijk | 3               | 3             | 0      | 0           | 14 − 4                    |
| Totaal            | 3               | 3             | 0      | 0           | 14 − 4                    |

Wedstrijden bepaald door strafschoppen worden, in lijn met de FIFA, als een gelijkspel gerekend.

## Details

### Eerste ontmoeting
| Vriendschappelijk (La Paz, Bolivia, 5 maart 2000): |              | |
| Bolivia | 9 – 2        | Haïti |
| Róger Suárez 2' Róger Suárez 7' Julio César Baldivieso 39' Róger Suárez 42' Joaquín Botero 64' Marcelo Carballo 68' Joaquín Botero 70' Róger Suárez 73' Joaquín Botero 87'                          | goals        | 60' Carlo Marcelin 72' Frantz Gilles |
| Carlos Aragonés | bondscoach   | Emmanuel Sanon |
| Mauricio Soria Luis Gatty Ribeiro Marcello Carballo Iván Castillo Vladimir Soria ??' Sergio Castillo ??' Gonzalo Galindo ??' Julio César Baldivieso Róger Suárez Tomás Gutiérrez ??' Joaquín Botero | opstellingen | ??' Geteau Ferdinand ??' Jean-Roland Dartiguenave Pierre Richard Bruny Roosevelt Désir Carlo Marcelin Chrismonor Thelusma Gabriel Michel Jamil Jean-Jacques ??' Wilfrid Montilas ??' Golman Pierre ??' Jean-Robert Menelas |
| Raúl Justiniano ??' Percy Colque ??' Richard Rojas ??' Joaquín Botero ??' | wissels      | ??' Didier Menard ??' Frantz Gilles ??' Duckenson Achat ??' Dieuphené Thelamour ??' Jean Altidor |
| - Debuut van Luis Gatty Ribeiro en Percy Colque voor Bolivia. |              | |

### Tweede ontmoeting
| Vriendschappelijk (Santa Cruz de la Sierra, Bolivia, 6 februari 2013): |              | |
| Bolivia | 2 – 1        | Haïti |
| Carlos Saucedo 33' Gualberto Mojica 57' | goals        | 1' Kervens Belfort |
| Xabier Azkargorta | bondscoach   | Israel Cantero |
| Carlos Arias Marvin Bejarano Ronald Raldes Rony Jiménez 76' Luis Gutiérrez José Chávez Rudy Cardozo 72' Ronald García 74' Alejandro Chumacero 54' Carlos Saucedo 46' Marcelo Moreno 84' | opstellingen | Guerry Romondt Jean Rubin Kevin Lafrance Wilde Guerrier Olrish Saurel 74' Max Hilaire 63' Brunel Fucien Jean Monuma Jeff Louis 78' Kervens Belfort Jean-Eudes Maurice |
| Eduardo Fierro 46' Gualberto Mojica 54' Danny Bejarano 72' Alejandro Meleán 74' Ronald Segovia 76' Rodrigo Vargas 84'                                                                   | wissels      | 63' Wiselet Saint-Louis 74' Vaniel Sirin 78' Fritznel Louis |
| | gele kaarten | 26' Jean Monuma 44' Jeff Louis |

FBF · A-internationals · Selecties · Bondscoaches · Statistieken · Boliviaans vrouwenelftal · Olympisch elftal · Bolivia U21 · Bolivia U20 · Bolivia U19 · Bolivia U18 · Bolivia U17
1926–1949 · 
1950–1959 · 
1960–1969 · 
1970–1979 · 
1980–1989 · 
1990–1999 · 
2000–2009 · 
2010–2019 ·
2020−2029
CC 1999
WK 1930 · 
WK 1950 · 
WK 1994
1926 · 
1927 · 
1927 · 1928 · 1929 · 
1930 · 
1931 · 1932 · 1933 · 1934 · 1935 · 1936 · 1937 · 
1938 · 
1939 · 1940 · 1941 · 1942 · 1943 · 1944 · 
1945 · 
1946 · 
1947 · 
1948 · 
1949 · 
1950 · 
1951 · 1952 · 
1953 · 
1954 · 1955 · 1956 · 
1957 · 
1958 · 
1959 · 
1960 · 
1961 · 
1962 · 
1963 · 
1964 · 
1965 · 
1966 · 
1967 · 
1968 · 
1969 · 
1970 · 
1971 · 
1972 · 
1973 · 
1974 · 
1975 · 
1976 · 
1977 · 
1978 · 
1979 · 
1980 · 
1981 · 
1982 · 
1983 · 
1984 · 
1985 · 
1986 · 
1987 · 
1988 · 
1989 · 
1990 · 
1991 · 
1992 · 
1993 · 
1994 · 
1995 · 
1996 · 
1997 · 
1998 · 
1999 · 
2000 · 
2001 · 
2002 · 
2003 · 
2004 · 
2005 · 
2006 · 
2007 · 
2008 · 
2009 · 
2010 ·
2011 · 
2012 · 
2013 · 
2014 · 
2015 · 
2016 ·
2017 ·
2018 ·
2019 ·
2020 ·
2021 ·
2022 ·
2023 ·
2024
Algerije ·
Andorra ·
Argentinië ·
Brazilië ·
Bulgarije · 
Chili ·
Colombia ·
Costa Rica ·
Cuba ·
Curaçao ·
DDR ·
Duitsland ·
Ecuador ·
Egypte ·
El Salvador ·
Finland ·
Frankrijk ·
Griekenland ·
Guatemala ·
Guyana ·
Haïti ·
Honduras ·
Hongarije ·
Ierland ·
IJsland ·
Irak ·
Iran ·
Jamaica ·
Japan ·
Joegoslavië ·
Kameroen ·
Letland ·
Mexico ·
Myanmar ·
Nicaragua ·
Noord-Korea ·
Oezbekistan ·
Panama ·
Paraguay ·
Peru ·
Polen ·
Portugal ·
Roemenië ·
Rusland ·
Saoedi-Arabië ·
Senegal ·
Servië ·
Slowakije ·
Spanje ·
Trinidad en Tobago ·
Tsjecho-Slowakije ·
Uruguay ·
Venezuela ·
Verenigde Arabische Emiraten ·
Verenigde Staten ·
Zuid-Afrika ·
Zuid-Korea ·
Zwitserland
FHF · A-internationals · Selecties · Bondscoaches · Haïtiaans vrouwenelftal ·  Haïti U21 · Haïti U20 · Haïti U19 · Haïti U18 · Haïti U17
1925 ·
1926 ·
1927–1931 · 
1932 ·
1933 · 
1934 ·
1935–1937 · 
1938 ·
1939 ·
1940–1943 · 
1944 ·
1945–1947 · 
1948 ·
1949 ·
1950 ·
1951 ·
1952 ·
1953 ·
1954 ·
1955 · 
1956 ·
1957 ·
1958 ·
1959 ·
1960 · 
1961 ·
1962 ·
1963 ·
1964 ·
1965 ·
1966 ·
1967 ·
1968 ·
1969 ·
1970 · 
1971 ·
1972 ·
1973 ·
1974 ·
1975 ·
1976 ·
1977 ·
1978 ·
1979 ·
1980 ·
1981 ·
1982 · 
1983 ·
1984 ·
1985 ·
1986–1988 · 
1989 ·
1990 · 
1991 ·
1992 ·
1993 · 
1994 ·
1995 · 
1996 ·
1997 ·
1998 ·
1999 ·
2000 ·
2001 ·
2002 ·
2003 ·
2004 ·
2005 ·
2006 ·
2007 ·
2008 ·
2009 ·
2010 ·
2011 ·
2012 ·
2013 ·
2014 ·
2015 ·
2016 ·
2017 ·
2018 ·
2019 ·
2020 ·
2021 ·
2022 ·
2023 ·
2024
Amerikaanse Maagdeneilanden ·
Antigua en Barbuda ·
Argentinië ·
Aruba ·
Bahama's ·
Bahrein ·
Barbados ·
Belize ·
Bermuda ·
Bolivia ·
Brazilië ·
Britse Maagdeneilanden ·
Canada ·
Chili ·
China ·
Colombia ·
Costa Rica ·
Cuba ·
Curaçao ·
Dominica ·
Dominicaanse Republiek ·
Ecuador ·
El Salvador ·
Grenada ·
Guatemala ·
Guyana ·
Honduras ·
Italië ·
Jamaica ·
Japan ·
Jordanië ·
Kaaimaneilanden ·
Kosovo ·
Mexico ·
Montserrat ·
Nederlandse Antillen ·
Nicaragua ·
Oman ·
Panama ·
Peru ·
Polen ·
Puerto Rico ·
Qatar ·
Saint Kitts en Nevis ·
Saint Lucia ·
Saint Vincent en de Grenadines ·
Spanje ·
Suriname ·
Syrië ·
Trinidad en Tobago ·
Turks- en Caicoseilanden ·
Uruguay ·
Venezuela ·
Verenigde Arabische Emiraten ·
Verenigde Staten ·
Zuid-Korea